# Irma (película)
Irma es una película colombiana de 2019 dirigida y coescrita por Carlos Castaño Giraldo. Estrenada el 10 de octubre de 2019, fue protagonizada por Karen Escobar y participó en importantes eventos como el Festival de Cine de Lima y el Festival Internacional de Cine de Cali.
En palabras de su director, IRMA es la historia “de una diosa guerrera. Una adolescente que busca su identidad a través del boxeo. Es una lucha contra el pasado y los miedos propios, una película de carácter mítico que se encuentra con el realismo social. Una historia de las mujeres, de la familia, de la juventud, la calle, la exclusión y la esperanza, pero que no se agota en esos temas ni los trata de manera panfletaria”.
Protagonizada por la talentosa Karen Escobar, licenciada en artes escénicas del Instituto de Bellas Artes de Cali, este largometraje de ficción se desarrolla en el oriente de Cali, Colombia y recrea los ‘combates’ que libran a diario los jóvenes de este sector vulnerable de la ciudad, en medio de la fuerza cultural del Pacífico Colombiano y la búsqueda permanente de oportunidades.
La película también cuenta con la participación de actores naturales como Andrés Vanegas, que lleva a la pantalla su vida misma como cantante de transporte público; y el cubano Yoanis Escobar, que hace lo propio como entrenador de boxeo, oficio que desempeña desde hace varios en la Liga Vallecaucana de Boxeo.
Detrás de esta película está la productora OSSHUN, reconocida por desarrollar el largometraje de ficción Fraternal, ganador del premio de laboratorio del III Salón de Productores FICCALI. Es una productora de contenido con 13 años de experiencia. Ha producido obras audiovisuales ganadoras en el Fondo de Desarrollo Cinematográfico, el Ministerio de Cultura, Señal Colombia, Discovery Channel, ANTV y los premios TAL.
Este largometraje es cofinanciado por la Autoridad Nacional de Televisión, ANTV, en coproducción con Telepacífico y Bridge Entertainment; y cuenta con el apoyo de la Universidad Autónoma de Occidente, Estímulos Cali 2018 y es beneficiaria del estímulo de Promoción del Fondo para el Desarrollo Cinematográfico (FDC), Proimágenes Colombia.

## Sinopsis
IRMA es una joven afrocolombiana. Ella es perseguida, como en una pesadilla, por la sombra de su extinto padre boxeador. La madre de Irma intenta alejarla del boxeo, con la convicción de que salvará su vida. IRMA es una película que explora temas como la juventud, la violencia psicológica, la resistencia cultural y la magia de la herencia africana del pacífico colombiano. Es un ritual de pasaje. Una historia de sanación y búsqueda de la identidad.

## Reparto
- Karen Escobar es Irma.
- Adriana Gonzalías es Marianela.
- Yoanis Escobar es Antonio.
- Andrés Vanegas es Panita.
- Nathalia Betancourt es Diana.
- Douglas Stevens Bonilla es La Sombra.